# 空間充填モデル

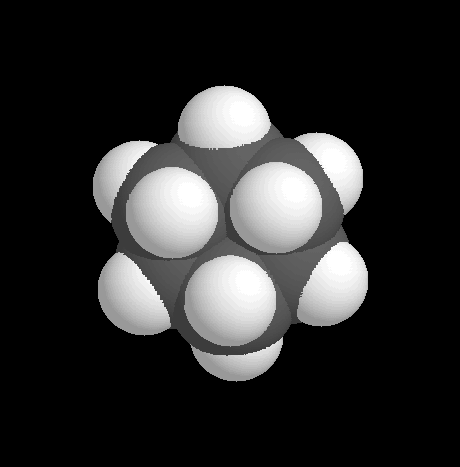
シクロヘキサンの空間充填モデル。水素原子は白色、炭素原子は灰色。

空間充填モデル（くうかんじゅうてんモデル、英: Space-filling model, calotte models, CPK models）は、物質の化学構造を視覚的に取り扱う際に用いられる空間的分子モデルのひとつで、原子を球体で表し、構造式に従って組み立てたものである。実体積分子模型あるいはスチュアート模型とも呼ばれる。

## 概要

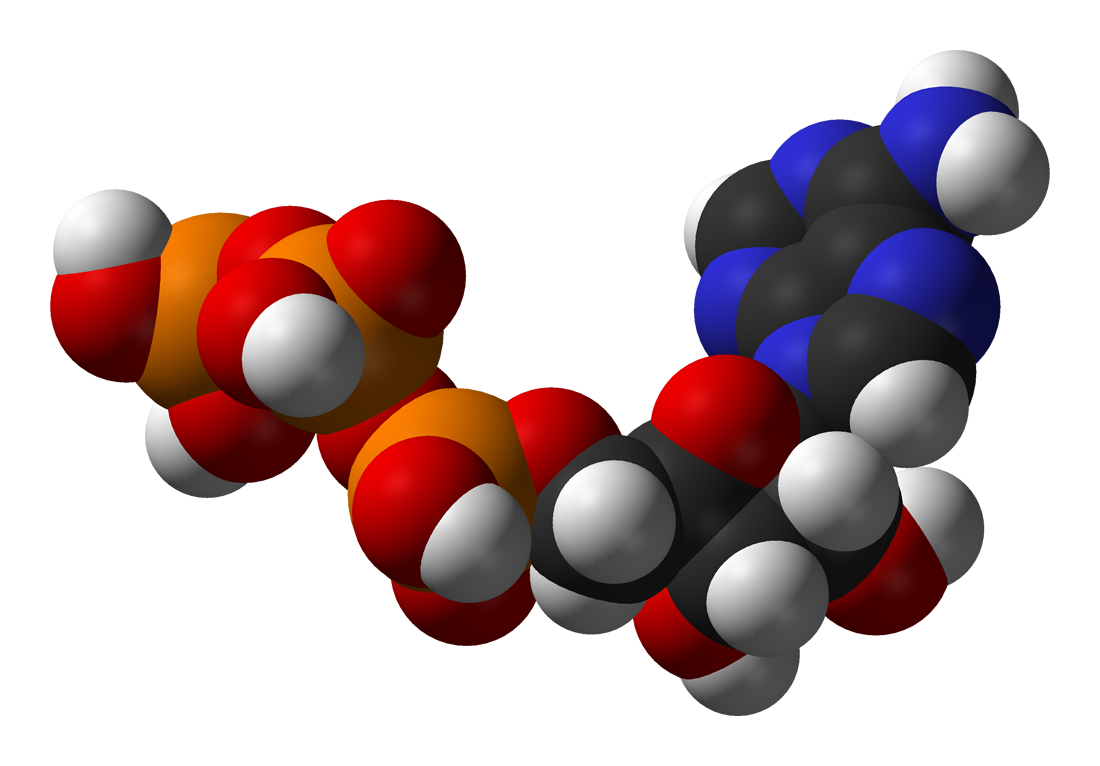
アデノシン三リン酸の空間充填モデル

空間充填モデルは球棒モデルとともに、化合物や生体物質の立体化学を表現するのに役立つ。1934年にドイツの実験物理学者ヘルベルト・アーサー・スチュアート(en:Herbert Arthur Stuart（1899-1974年）)が発明した模型。発明者の名前を取ってスチュアート模型とも呼ばれる。初等科学教育では訳語そのもののイメージの伝わりやすさから実体積分子模型と呼ばれる。
空間充填モデルは球棒モデルを発展させたもので、原子の相対的な位置と大きさが球体断片の配置で表される。また、原子の大きさ、分子構造、結合長は実際の値に対応している。